# 4717 Kaneko
4717 Kaneko eller 1989 WX är en asteroid i huvudbältet som upptäcktes den 20 november 1989 av de båda japanska astronomerna Toshimasa Furuta och Yoshikane Mizuno vid Kani-observatoriet. Den är uppkallad efter Isao Kaneko.
Asteroiden har en diameter på ungefär 17 kilometer och den tillhör asteroidgruppen Eos.